# Cineta
Cineta (in greco: Κύναιθα o Κύναιθαι) era una città dell'antica Grecia ubicata in Arcadia.

## Storia
Secondo Polibio, nel territorio dei Cinetensi si verificarono massacri e deportazioni, ridistribuzione delle terre e furti. C'era stato un periodo in cui la città aveva voluto riconciliarsi con circa trecento esuli che aveva fatto rientrare a Cineta, ma questi ultimi appena tornati cominciarono a cospirare contro la loro città. I cospiratori aiutarono esponenti della lega etolica ad introdursi in città, ma questi, nel 220 a.C., devastarono la città uccidendo anche coloro che li avevano aiutati ad entrare. Successivamente offrirono la città agli abitanti di Elis, ma questi rifiutarono l'offerta e gli Etoli decisero di governare la città affidandola ad Eurípide. Successivamente, gli Etoli, temendo una spedizione dei macedoni, bruciarono la città e la abbandonarono. Polibio dice anche che i Cinetensi, a differenza di tutti gli altri Arcadi, praticavano abitudini selvagge e bestemmiavano contro gli dei, menzionando che in un periodo indeterminato, avevano fatto una grande strage.
Viene citata anche da Strabone, che dice era una tra le città dell'Arcadia delle quali difficilmente potevano trovarsi tracce al suo tempo e della quale non fornisce dettagli sull'ubicazione. Pausania, da parte sua, dice che i Cinetensi avevano offerto ad Olimpia l'immagine di Zeus con un fulmine in entrambe le mani. Nell'agorà della loro città vi erano diversi altari e una statua dell'imperatore Adriano. Inoltre degno di nota era un santuario dedicato a Dioniso, in onore del quale si celebrava una festa in inverno, durante la quale gli uomini si ungevano di grasso e sacrificavano un toro. Vi era una fonte chiamata Aliso alla cui acqua erano state attribuite proprietà curative.
Era ubicata nel sito dell'attuale Kalavryta.